# Morti il 24 novembre
| Questa pagina contiene informazioni ricavate automaticamente dalle voci biografiche con l'ausilio del template Bio e di un bot. L'aggiornamento è periodico e automatico e ricostruisce completamente la pagina. Se manca una persona in questa lista, sei pregato di non aggiungerla, ma accertati piuttosto che la sua voce biografica contenga il template Bio e che i dati anagrafici siano correttamente compilati. Se il template Bio manca, inseriscilo tu stesso o, in alternativa, metti l'avviso {{tmp\|Bio}} che ne segnala la mancanza. Se i dati riportati sono sbagliati, correggi direttamente la voce biografica; le modifiche saranno visibili in questa lista entro pochi giorni. Per chiarimenti vedi il progetto biografie. La lista contiene solo le 521 persone che sono citate nell'enciclopedia e per le quali è stato implementato correttamente il template Bio. Pagina aggiornata al 13 ago 2025. |

## I secolo(1)
- 62 - Aulo Persio Flacco, poeta romano (n. 34)

## VII secolo(1)
- 654 - Kōtoku, imperatore giapponese (n. 596)

## IX secolo(2)
- 851 - Flora di Cordova, santa spagnola
- 851 - Marta di Cordova, santa spagnola

## X secolo(1)
- 907 - Isma'il I, emiro persiano (n. 849)

## XI secolo(1)
- 1072 - Bagrat IV di Georgia, sovrano georgiano (n. 1018)

## XII secolo(1)
- 1192 - Alberto di Lovanio, vescovo cattolico, cardinale e santo belga (n. 1166)

## XIII secolo(3)
- 1232 - Balsamo, abate italiano
- 1245 - Walter Marshal, V conte di Pembroke, nobile britannico (n. 1199)
- 1265 - Magnus III dell'Isola di Man, sovrano mannese

## XIV secolo(5)
- 1326 - Ugo Despenser il Giovane, pirata e nobile britannico (n. 1286)
- 1330 - Guillaume de Durfort, arcivescovo cattolico francese
- 1335 - Enrico VI il Buono, nobile polacco (n. 1294)
- 1335 - Arnaldo de Via, cardinale francese
- 1378 - Guglielmo Sanseverino, cardinale e arcivescovo cattolico italiano

## XV secolo(5)
- 1406 - Sibilla di Fortià, nobile spagnola
- 1426 - Elisabetta Plantageneta, duchessa di Exeter, principessa inglese (n. 1363)
- 1473 - Jean Jouffroy, abate, vescovo cattolico e cardinale francese
- 1492 - Louis de Gruuthuse, nobile e militare fiammingo
- 1497 - Girolamo Albertucci de' Borselli, storico italiano (n. 1432)

## XVI secolo(12)
- 1530 - Berengario da Carpi, medico e anatomista italiano (n. 1466)
- 1531 - Giovanni Ecolampadio, teologo e umanista svizzero (n. 1482)
- 1535 - Ulrich Zasius, giurista e umanista tedesco (n. 1461)
- 1569 - Celio Secondo Curione, umanista italiano (n. 1503)
- 1571 - Jan Blahoslav, umanista, linguista e compositore ceco (n. 1523)
- 1572 - John Knox, teologo scozzese (n. 1513)
- 1575 - Polo de Ondegardo, giurista, storico e funzionario spagnolo
- 1577 - Scià Isma'il II, sovrano persiano (n. 1537)
- 1583 - René de Birague, nobile italiano (n. 1507)
- 1584 - Paolo Aretino, compositore italiano (n. 1508)
- 1586 - Johann Leisentrit, presbitero tedesco (n. 1527)
- 1589 - Agustín Gormaz Velasco, religioso e vescovo cattolico spagnolo (n. 1507)

## XVII secolo(15)
- 1607 - Carlo di Lorena, cardinale francese (n. 1567)
- 1610 - Sofia di Hohenzollern, nobile (n. 1582)
- 1615 - Sethus Calvisius, compositore, astronomo e matematico tedesco (n. 1556)
- 1639 - Berlingherio Ventimiglia, oratore e poeta italiano
- 1640 - Gaspare Celio, pittore italiano (n. 1571)
- 1644 - Deodat del Monte, pittore, architetto e astronomo fiammingo (n. 1582)
- 1647 - Taddeo Barberini, militare e nobile italiano (n. 1603)
- 1649 - Caterina di Waldeck, nobildonna tedesca (n. 1612)
- 1650 - Manuel Cardoso, compositore, organista e religioso portoghese (n. 1566)
- 1663 - Luigi IV di Legnica, nobile polacco (n. 1616)
- 1665 - Simon Le Moyne, gesuita francese (n. 1604)
- 1679 - Giovanni Felice Sances, compositore italiano
- 1689 - Michele Beggiamo, arcivescovo cattolico italiano (n. 1611)
- 1693 - Nicolaes Maes, pittore olandese (n. 1634)
- 1693 - William Sancroft, arcivescovo anglicano britannico (n. 1617)

## XVIII secolo(19)
- 1715 - Edvige Eleonora di Holstein-Gottorp, nobile tedesca (n. 1636)
- 1722 - Elizabeth Percy, baronessa Percy, nobile inglese (n. 1667)
- 1722 - Johann Adam Reincken, organista e compositore tedesco (n. 1643)
- 1724 - Ernesto Luigi I di Sassonia-Meiningen, duca tedesco (n. 1672)
- 1734 - Eugenio Giovanni Francesco di Savoia-Soissons, nobile (n. 1714)
- 1736 - Giovanni Battista Braschi, arcivescovo e storico italiano (n. 1656)
- 1741 - Ulrica Eleonora di Svezia, regina svedese (n. 1688)
- 1747 - Antonio Celestino Cocchi, medico, botanico e scrittore italiano (n. 1685)
- 1762 - Giambattista Spolverini, poeta italiano (n. 1695)
- 1763 - Thomas Seitz, stuccatore e scultore tedesco (n. 1683)
- 1768 - Ricciarda Gonzaga, nobile italiana (n. 1698)
- 1770 - Charles-Jean-François Hénault, drammaturgo, storico e scrittore francese (n. 1685)
- 1773 - Edward Willes, vescovo anglicano britannico (n. 1693)
- 1775 - Lorenzo Ricci, gesuita e teologo italiano (n. 1703)
- 1782 - Stefano Evodio Assemani, bibliotecario, orientalista e arcivescovo cattolico libanese (n. 1707)
- 1785 - Federica Elisabetta di Württemberg, principessa (n. 1765)
- 1789 - Pedro de Alcántara Fernández de Córdoba y Moncada, nobile spagnolo (n. 1730)
- 1796 - Nicolò Antonio Giustinian, vescovo cattolico italiano (n. 1712)
- 1799 - Giovanni Domenico Straticò, vescovo cattolico, teologo e letterato italiano (n. 1732)

## XIX secolo(65)
- 1801 - Franz Moritz von Lacy, generale austriaco (n. 1725)
- 1807 - Joseph Brant, politico e condottiero nativo americano (n. 1743)
- 1811 - Benedetto Bono, politico e avvocato italiano (n. 1765)
- 1817 - Vladimir Petrovič Dolgorukov, generale e nobile russo (n. 1773)
- 1821 - Johann Friedrich Flatt, filosofo e teologo tedesco (n. 1759)
- 1822 - Sof'ja Kostantinovna Clavone, greca (n. 1760)
- 1825 - Karl Friedrich Hensler, direttore teatrale e commediografo tedesco (n. 1759)
- 1826 - Clarke Abel, chirurgo e naturalista britannico
- 1829 - Giuseppe Carignani di Novoli, politico e nobile italiano (n. 1759)
- 1838 - Pierre Dumoulin-Borie, vescovo cattolico e missionario francese (n. 1808)
- 1838 - Giuseppe Gaudenzio Mazzola, pittore italiano (n. 1748)
- 1838 - Pietro Vo Dang Khoa, presbitero vietnamita (n. 1790)
- 1840 - Luigi Rossetti, patriota e giornalista italiano (n. 1800)
- 1841 - Henry Lascelles, II conte di Harewood, nobile e politico inglese (n. 1767)
- 1842 - Michele Palmieri, vescovo cattolico italiano (n. 1757)
- 1845 - Karl Wilhelm Wach, pittore tedesco (n. 1787)
- 1847 - Vasilij Ivanovič Ladomirskij, ufficiale e politico russo (n. 1786)
- 1848 - William Lamb, II visconte Melbourne, nobile e politico britannico (n. 1779)
- 1851 - Maria Cristina di Sassonia, nobile tedesca (n. 1770)
- 1854 - Karl Begas, pittore tedesco (n. 1794)
- 1855 - Luigi Vitaliano Paulucci di Calboli, politico italiano (n. 1783)
- 1857 - James Gillespie Birney, politico statunitense (n. 1792)
- 1857 - Henry Havelock, militare britannico (n. 1795)
- 1860 - Giovanni Antonio Pagliacciù della Planargia, militare e politico italiano (n. 1793)
- 1864 - Benjamin Silliman, chimico statunitense (n. 1779)
- 1864 - Gabriel Taborin, religioso francese (n. 1799)
- 1868 - Giuseppe Monti, patriota e rivoluzionario italiano (n. 1835)
- 1868 - Gaetano Tognetti, patriota e rivoluzionario italiano (n. 1844)
- 1869 - Thomas Chambers, pittore inglese (n. 1808)
- 1870 - Lautréamont, poeta francese (n. 1846)
- 1871 - Cesare Bozetti, presbitero e patriota italiano (n. 1804)
- 1875 - William Backhouse Astor, imprenditore statunitense (n. 1792)
- 1875 - Joseph Othmar von Rauscher, cardinale e arcivescovo cattolico austriaco (n. 1797)
- 1876 - Maria Francesca Rossetti, critica letteraria e educatrice britannica (n. 1827)
- 1877 - Antonio Zanolini, politico italiano (n. 1791)
- 1879 - Federico Maria Zinelli, vescovo cattolico italiano (n. 1805)
- 1880 - Napoléon Henri Reber, compositore francese (n. 1807)
- 1881 - Wilhelm Busch, chirurgo tedesco (n. 1826)
- 1882 - Andrew Pritchard, naturalista e ottico inglese (n. 1804)
- 1884 - Giuseppe Bella, ingegnere e politico italiano (n. 1808)
- 1884 - Martin Fourichon, ammiraglio e politico francese (n. 1809)
- 1884 - Rinaldo Fulin, presbitero, storico e docente italiano (n. 1824)
- 1885 - Jean Étienne Duby, botanico svizzero (n. 1798)
- 1885 - Marie Auguste Roland Le Vassor de Sorval, generale francese (n. 1808)
- 1886 - J. Laurent, fotografo francese (n. 1816)
- 1889 - Alphonse Bernoud, fotografo francese (n. 1820)
- 1889 - Emanuele Celesia, storico e scrittore italiano (n. 1821)
- 1889 - Luigi Pacinotti, fisico italiano (n. 1807)
- 1889 - Vincenzo Petrali, organista e compositore italiano (n. 1830)
- 1890 - Ernst Adolf Coccius, oculista tedesco (n. 1825)
- 1890 - Raffaele Lucente, medico e politico italiano (n. 1831)
- 1891 - Robert Bulwer-Lytton, politico britannico (n. 1831)
- 1891 - Konstantin Nikolaevič Leont'ev, filosofo, medico e monaco cristiano russo (n. 1831)
- 1891 - Maria Anna Sala, religiosa italiana (n. 1829)
- 1892 - Giuseppe Giacomo Alvisi, medico, giornalista e avvocato italiano (n. 1825)
- 1893 - John J. Jacob, politico statunitense (n. 1829)
- 1895 - Jules Barthélemy-Saint-Hilaire, filosofo, giornalista e politico francese (n. 1805)
- 1895 - Josef Schrammel, compositore e musicista austriaco (n. 1852)
- 1896 - Giovanni Kminek-Szedlo, egittologo ceco (n. 1828)
- 1897 - Paolo Emilio Evangelisti, patriota italiano (n. 1840)
- 1897 - Antonius von Thoma, arcivescovo cattolico tedesco (n. 1829)
- 1898 - George James Allman, biologo irlandese (n. 1812)
- 1898 - Giuseppe Bertini, pittore italiano (n. 1825)
- 1899 - Carlo Del Pezzo, politico italiano (n. 1843)
- 1899 - Abd Allah al-Ta'aysh, militare sudanese (n. 1846)

## XX secolo(269)
- 1901 - Hermann Bauer, imprenditore e dirigente sportivo svizzero (n. 1876)
- 1901 - John Owen, religioso e scacchista inglese (n. 1827)
- 1903 - Angelo Maffucci, patologo italiano (n. 1847)
- 1903 - Pietro Michis, pittore italiano (n. 1836)
- 1903 - Johann Baptist von Anzer, vescovo cattolico e missionario tedesco (n. 1851)
- 1904 - Christopher Dresser, designer scozzese (n. 1834)
- 1904 - Désiré-Maurice Ferrary, scultore francese (n. 1852)
- 1906 - Simon Gregorčič, poeta sloveno (n. 1844)
- 1907 - Giovanni Battista Bertini, politico e avvocato italiano (n. 1818)
- 1908 - Charles Turner, pittore statunitense (n. 1848)
- 1909 - Leonid Dmitrievič Vjazemskij, generale russo (n. 1848)
- 1910 - Thomas Humber, progettista e imprenditore inglese (n. 1841)
- 1910 - Angelo Mosso, medico, fisiologo e archeologo italiano (n. 1846)
- 1910 - Alessandro Sanminiatelli Zabarella, cardinale italiano (n. 1840)
- 1912 - Björn Jónsson, politico islandese (n. 1846)
- 1914 - Aristide Cavallari, cardinale e patriarca cattolico italiano (n. 1849)
- 1914 - Louis Léon Vaillant, zoologo e naturalista francese (n. 1834)
- 1915 - Luigi Marchino, imprenditore italiano (n. 1843)
- 1915 - Hermann zu Solms-Laubach, botanico tedesco (n. 1842)
- 1915 - Gabriel von Max, pittore tedesco (n. 1840)
- 1916 - Adelaide Maria di Anhalt-Dessau, principessa (n. 1833)
- 1916 - John Francis Barnett, compositore e docente britannico (n. 1837)
- 1916 - Hiram Stevens Maxim, inventore statunitense (n. 1840)
- 1917 - Hermann Vöchting, botanico tedesco (n. 1847)
- 1918 - Dudley John Beaumont, ufficiale e pittore inglese (n. 1877)
- 1918 - Ferdinando Gabotto, storico italiano (n. 1866)
- 1918 - Baldassarre Mazzucchelli, militare italiano (n. 1872)
- 1919 - Theodor Lindner, storico tedesco (n. 1843)
- 1919 - William Stowell, attore statunitense (n. 1885)
- 1920 - Alexandru Macedonski, poeta, romanziere e drammaturgo rumeno (n. 1854)
- 1920 - Guglielmo Ugo Petrella, avvocato, magistrato e politico italiano (n. 1837)
- 1922 - Charles Jacobus, giocatore di roque statunitense (n. 1840)
- 1923 - Michel de Klerk, architetto olandese (n. 1884)
- 1923 - Hermine Tauscher-Geduly, alpinista, scrittrice e fotografa ungherese (n. 1842)
- 1924 - Fernando Tamagnini de Abreu e Silva, generale portoghese (n. 1856)
- 1924 - Ernest Chantre, archeologo, antropologo e naturalista francese (n. 1843)
- 1924 - Henry Somerset, IX duca di Beaufort, militare e nobile inglese (n. 1847)
- 1924 - Abramo Spinelli, pittore italiano (n. 1855)
- 1925 - Francesco D'Ovidio, filologo e critico letterario italiano (n. 1849)
- 1925 - Paul Durrieu, storico dell'arte e medievista francese (n. 1855)
- 1926 - Leonid Borisovič Krasin, rivoluzionario, politico e diplomatico russo (n. 1870)
- 1926 - Roberto Rampoldi, oculista e politico italiano (n. 1850)
- 1927 - Vittorio Benussi, psicologo italiano (n. 1878)
- 1927 - Ion I. C. Brătianu, politico rumeno (n. 1864)
- 1927 - Shushanik Kurghinian, scrittrice, politico e giornalista armena (n. 1876)
- 1928 - Alphonse Jacques de Dixmude, generale belga (n. 1858)
- 1928 - Giuseppe Salvioli, giurista italiano (n. 1857)
- 1928 - Gyula Tornai, pittore ungherese (n. 1861)
- 1929 - Georges Clemenceau, politico francese (n. 1841)
- 1929 - Raymond Hitchcock, attore statunitense (n. 1865)
- 1929 - Paul Mathey, pittore francese (n. 1844)
- 1930 - Prosper-René Blondlot, fisico francese (n. 1849)
- 1932 - Ernesto Martinez, militare, ingegnere navale e politico italiano (n. 1844)
- 1934 - Francelia Billington, attrice statunitense (n. 1895)
- 1934 - Roberto Cacciari, architetto italiano (n. 1882)
- 1934 - Sem, illustratore e scrittore francese (n. 1863)
- 1935 - Herbert Gustave Schmalz, pittore britannico (n. 1856)
- 1936 - Oreste Silvestri, pittore italiano (n. 1858)
- 1937 - Albert Sidney Burleson, politico statunitense (n. 1863)
- 1938 - Giovanni Giorgio di Sassonia, collezionista d'arte tedesco (n. 1869)
- 1939 - John Harron, attore statunitense (n. 1903)
- 1939 - Zinaida Nikolaevna Jusupova, nobildonna russa (n. 1861)
- 1940 - Gino Aldi Mai, avvocato e politico italiano (n. 1877)
- 1940 - Angelo Cosmano, militare italiano (n. 1878)
- 1940 - Luigi Alberto Fumi, militare italiano (n. 1919)
- 1940 - Janne Lundblad, cavaliere svedese (n. 1877)
- 1940 - Giuseppe Russi, filantropo italiano (n. 1867)
- 1940 - Saionji Kinmochi, politico giapponese (n. 1849)
- 1941 - Émile Baumann, scrittore francese (n. 1868)
- 1941 - Giulio Camber Barni, poeta, avvocato e militare italiano (n. 1891)
- 1942 - Giovanni Bertacchi, poeta, critico letterario e italianista italiano (n. 1869)
- 1942 - Ezio Varisco, cestista italiano (n. 1914)
- 1943 - France Balantič, poeta sloveno (n. 1921)
- 1943 - Davide Dusmet, generale italiano (n. 1881)
- 1943 - Orrin Johnson, attore teatrale statunitense (n. 1865)
- 1943 - Doris Miller, militare statunitense (n. 1919)
- 1943 - Henry Mullinnix, aviatore e ammiraglio statunitense (n. 1892)
- 1944 - Manfredo Bertini, partigiano italiano (n. 1914)
- 1944 - Antonio Lagorio, medico statunitense (n. 1857)
- 1944 - Oddino Morgari, politico e giornalista italiano (n. 1865)
- 1944 - Ayao Shirane, aviatore giapponese (n. 1916)
- 1944 - Alessandro Varini, calciatore italiano (n. 1900)
- 1944 - Emilio Vecchia, partigiano italiano (n. 1924)
- 1944 - Akira Yamamoto, aviatore giapponese (n. 1913)
- 1945 - Gigō Funakoshi, karateka giapponese (n. 1906)
- 1945 - Mario Gramsci, militare italiano (n. 1893)
- 1946 - László Moholy-Nagy, pittore e fotografo ungherese (n. 1895)
- 1947 - Léon-Paul Fargue, poeta e saggista francese (n. 1876)
- 1947 - Giuseppe Sbaraglini, avvocato, politico e antifascista italiano (n. 1870)
- 1947 - Lina Schwarz, poetessa e traduttrice italiana (n. 1876)
- 1948 - Anna Jarvis, statunitense (n. 1864)
- 1949 - Robert N. Bradbury, regista e sceneggiatore statunitense (n. 1886)
- 1949 - René Charles Joseph Ernest Maire, botanico francese (n. 1878)
- 1949 - Giuseppe Sapienza, avvocato, sindacalista e politico italiano (n. 1884)
- 1950 - Henryk Grossman, economista, storico e attivista tedesco (n. 1881)
- 1952 - George Aschenbrener, ginnasta e multiplista statunitense (n. 1881)
- 1952 - Alfredo Pitta, traduttore e scrittore italiano (n. 1875)
- 1952 - Francesco Vercelli, fisico e matematico italiano (n. 1883)
- 1952 - Camille de Morlhon, regista e sceneggiatore francese (n. 1869)
- 1953 - Robert Lightfoot, presbitero e teologo britannico (n. 1883)
- 1953 - George K. Spoor, produttore cinematografico statunitense (n. 1872)
- 1954 - Boris Hambourg, violoncellista russo (n. 1885)
- 1955 - James Millican, attore statunitense (n. 1910)
- 1955 - Michael Wasaburō Urakawa, vescovo cattolico giapponese (n. 1876)
- 1956 - Guido Cantelli, direttore d'orchestra italiano (n. 1920)
- 1956 - Stepan Erzia, scultore russo (n. 1876)
- 1956 - Flora Sandes, militare britannica (n. 1876)
- 1957 - Cesare Meano, poeta, scrittore e regista italiano (n. 1899)
- 1957 - Diego Rivera, pittore messicano (n. 1886)
- 1957 - Alfred Eckhard Zimmern, storico e politologo britannico (n. 1879)
- 1958 - Robert Cecil, I visconte Cecil di Chelwood, giurista, politico e diplomatico britannico (n. 1864)
- 1958 - Charles F. Kettering, ingegnere statunitense (n. 1876)
- 1958 - Enrico Padiglione, magistrato e politico italiano (n. 1865)
- 1958 - Guglielmo Peirce, pittore, giornalista e scrittore italiano (n. 1909)
- 1959 - Boris Michajlovič Ėjchenbaum, storico e critico letterario sovietico (n. 1886)
- 1959 - Ion Gigurtu, ingegnere e politico rumeno (n. 1886)
- 1959 - Maurice Leturgie, ciclista su strada e pistard francese (n. 1886)
- 1960 - Vladimir Pavlovič Kas'janov, regista cinematografico russo (n. 1883)
- 1960 - Roscoe Lockwood, canottiere statunitense (n. 1875)
- 1960 - Achille Magni, attivista italiano (n. 1893)
- 1960 - Ol'ga Aleksandrovna Romanova, nobile russa (n. 1882)
- 1961 - Ruth Chatterton, attrice e sceneggiatrice statunitense (n. 1892)
- 1961 - Allen Curtis, regista e sceneggiatore statunitense (n. 1887)
- 1961 - Alberto Donini, scrittore, librettista e sindacalista italiano (n. 1887)
- 1961 - Axel Wenner-Gren, imprenditore svedese (n. 1881)
- 1962 - Gianni Russian, pittore italiano (n. 1922)
- 1962 - Cyril Smith, pilota motociclistico britannico (n. 1919)
- 1962 - Forrest Smithson, ostacolista statunitense (n. 1884)
- 1962 - Jan van der Wiel, schermidore olandese (n. 1892)
- 1963 - Alberto Bachmann, violinista, compositore e musicologo francese (n. 1875)
- 1963 - Peco Bauwens, calciatore e arbitro di calcio tedesco (n. 1886)
- 1963 - William Cuthbertson, pugile britannico (n. 1902)
- 1963 - Clelia Lollini, medico italiana (n. 1890)
- 1963 - Lee Harvey Oswald, militare e terrorista statunitense (n. 1939)
- 1963 - Vladimir Sergeevič Rozing, tenore e direttore teatrale russo (n. 1890)
- 1964 - Giovanni Balbi di Robecco, calciatore, aviatore e tennista italiano (n. 1883)
- 1964 - William O'Dwyer, politico e diplomatico irlandese (n. 1890)
- 1964 - Giuseppe Papalia, politico italiano (n. 1897)
- 1965 - Nino Equatore, lottatore italiano (n. 1898)
- 1965 - Abd Allah III al-Salim Al Sabah, sovrano kuwaitiano (n. 1895)
- 1966 - Clemente Cassis, imprenditore e pittore italiano (n. 1885)
- 1967 - Guido Grilli, pittore e illustratore italiano (n. 1905)
- 1967 - Rusty Saunders, cestista e giocatore di baseball statunitense (n. 1906)
- 1967 - Arthur Shirley, attore, regista e sceneggiatore australiano (n. 1886)
- 1968 - Walter Bigiavi, giurista italiano (n. 1904)
- 1968 - István Dobi, politico ungherese (n. 1898)
- 1968 - Mario Pancini, ingegnere italiano (n. 1912)
- 1968 - Nino Salvaneschi, scrittore, giornalista e poeta italiano (n. 1886)
- 1968 - Paolo Straneo, matematico e fisico italiano (n. 1874)
- 1968 - Giuseppe Vielmi, calciatore italiano (n. 1883)
- 1969 - Mirko Basaldella, scultore e pittore italiano (n. 1910)
- 1969 - Eugenio Duse, attore italiano (n. 1889)
- 1970 - Alice Seeley Harris, missionaria e fotografa britannica (n. 1870)
- 1971 - Ottorino Barassi, dirigente sportivo italiano (n. 1898)
- 1971 - Raffaello Russo Spena, politico e avvocato italiano (n. 1910)
- 1972 - Joseph C. Boyle, regista statunitense (n. 1888)
- 1972 - Mani Matter, cantautore e giurista svizzero (n. 1936)
- 1972 - Antrim Short, attore statunitense (n. 1900)
- 1972 - Alexander Smallens, direttore d'orchestra e direttore artistico russo (n. 1889)
- 1972 - Karl Zerbe, pittore tedesco (n. 1903)
- 1973 - Hugh Llewellyn Glyn Hughes, medico e generale britannico (n. 1892)
- 1973 - Sidney Jellicoe, teologo e biblista britannico (n. 1906)
- 1973 - Nikolaj Il'ič Kamov, ingegnere aeronautico sovietico (n. 1902)
- 1973 - Antonín Perner, calciatore cecoslovacco (n. 1899)
- 1973 - Adolfo Porcellini, politico italiano (n. 1884)
- 1973 - Giorgio Wenter Marini, architetto italiano (n. 1890)
- 1974 - Giorgio Bacchi, politico italiano (n. 1913)
- 1974 - Johann W. Fück, arabista e islamista tedesco (n. 1894)
- 1974 - Mirdza Kalnins Capanna, danzatrice e insegnante lettone (n. 1912)
- 1974 - Robert Charles Zaehner, storico delle religioni e orientalista inglese (n. 1913)
- 1975 - Betty Brown, attrice statunitense (n. 1892)
- 1975 - Nicola Lisi, scrittore italiano (n. 1893)
- 1975 - Giuseppe Marcantonio, partigiano italiano (n. 1901)
- 1975 - Paul Vogel, direttore della fotografia statunitense (n. 1899)
- 1976 - Antonio Leopoldo Basso, geografo e antifascista italiano (n. 1902)
- 1976 - Egon Wiberg, chimico tedesco (n. 1901)
- 1977 - Inola Gurgulia, compositrice, musicista e cantante georgiana (n. 1929)
- 1978 - Hirofumi Daimatsu, allenatore di pallavolo e politico giapponese (n. 1921)
- 1978 - Jurij Naumovič Lipskij, astronomo sovietico (n. 1909)
- 1978 - Gaspard Rinaldi, ciclista su strada francese (n. 1909)
- 1978 - Warren Weaver, scienziato e matematico statunitense (n. 1894)
- 1979 - Reg Armstrong, pilota motociclistico irlandese (n. 1928)
- 1979 - Jean Mohamed Ben Abdejlil, orientalista e islamista marocchino (n. 1904)
- 1979 - Jo Eshuijs, calciatore olandese (n. 1885)
- 1979 - Ralph Greenson, psichiatra e psicoanalista statunitense (n. 1911)
- 1979 - Amadeo Ibáñez, calciatore e allenatore di calcio spagnolo (n. 1916)
- 1979 - Giovanni Perni, avvocato e politico italiano (n. 1894)
- 1980 - Gabriel Casaccia, scrittore paraguaiano (n. 1907)
- 1980 - Jeanne Matthey, tennista francese (n. 1886)
- 1980 - George Raft, attore statunitense (n. 1901)
- 1980 - Herbert Agar, storico e giornalista statunitense (n. 1897)
- 1980 - Henrietta Hill Swope, astronoma statunitense (n. 1902)
- 1981 - Jean Boyer, calciatore francese (n. 1901)
- 1981 - Giuseppe Magliolo, mafioso italiano (n. 1948)
- 1982 - Benny Friedman, allenatore di football americano e giocatore di football americano statunitense (n. 1905)
- 1982 - Barack Obama, economista keniota (n. 1934)
- 1982 - Eino Penttilä, giavellottista finlandese (n. 1906)
- 1984 - Settimio Bruna, politico italiano (n. 1892)
- 1984 - Jimmy Jackson, pilota automobilistico statunitense (n. 1910)
- 1984 - Arnaud de Rosnay, surfista, fotografo e avventuriero francese (n. 1946)
- 1984 - Walter Wallenborg, calciatore norvegese (n. 1908)
- 1985 - René Barjavel, scrittore, giornalista e sceneggiatore francese (n. 1911)
- 1985 - Franca Pieroni Bortolotti, storica italiana (n. 1925)
- 1985 - Maurice Podoloff, avvocato e dirigente sportivo statunitense (n. 1890)
- 1985 - George Raynor, calciatore e allenatore di calcio inglese (n. 1907)
- 1985 - Big Joe Turner, cantante statunitense (n. 1911)
- 1986 - Renato Bertocchi, calciatore italiano (n. 1925)
- 1986 - Mazzino Montinari, germanista e filosofo italiano (n. 1928)
- 1986 - Al Smith, fumettista statunitense (n. 1902)
- 1987 - Luigi Lessi, allenatore di calcio e calciatore italiano (n. 1910)
- 1987 - John Norton, pallanuotista statunitense (n. 1899)
- 1987 - Anton Pieck, artista olandese (n. 1895)
- 1988 - Benigno Ferrera, fondista italiano (n. 1893)
- 1988 - Bernard Leene, pistard olandese (n. 1903)
- 1988 - Andreas Ostler, bobbista tedesco (n. 1921)
- 1988 - Irmgard Seefried, soprano tedesco (n. 1919)
- 1989 - Richard Korherr, economista e statistico tedesco (n. 1903)
- 1989 - Toni Zweifel, ingegnere svizzero (n. 1938)
- 1989 - ʿAbd Allāh al-ʿAzzām, attivista palestinese (n. 1941)
- 1990 - Vincenzo Demetz, fondista italiano (n. 1911)
- 1990 - Helga Feddersen, attrice, sceneggiatrice e cantante tedesca (n. 1930)
- 1990 - János Füzér, calciatore ungherese (n. 1916)
- 1990 - Joseph Jadrejak, calciatore francese (n. 1918)
- 1990 - Marion Post Wolcott, fotografa statunitense (n. 1910)
- 1990 - Alessandro Rossi Fanelli, biochimico italiano (n. 1906)
- 1990 - Dodie Smith, scrittrice e drammaturga britannica (n. 1896)
- 1990 - Edita Spannerová, pittrice slovacca (n. 1919)
- 1991 - Eric Carr, batterista statunitense (n. 1950)
- 1991 - Costantino Dardi, architetto italiano (n. 1936)
- 1991 - Aminta Fieschi, medico italiano (n. 1904)
- 1991 - Anton Furst, scenografo inglese (n. 1944)
- 1991 - Franco Lantieri, attore italiano (n. 1928)
- 1991 - Freddie Mercury, cantautore e compositore britannico (n. 1946)
- 1992 - June Tyson, cantante e violinista statunitense (n. 1936)
- 1993 - Bernard V. Bothmer, egittologo statunitense (n. 1912)
- 1993 - Albert Collins, chitarrista e cantante statunitense (n. 1932)
- 1993 - Madame Grès, stilista francese (n. 1903)
- 1994 - George Douglas-Hamilton, X conte di Selkirk, nobile e politico scozzese (n. 1906)
- 1994 - David Garfield, attore e montatore statunitense (n. 1943)
- 1994 - NOF4, incisore italiano (n. 1927)
- 1994 - Ivo Perilli, sceneggiatore, regista e scenografo italiano (n. 1902)
- 1994 - Benjamin Ruggiero, mafioso statunitense (n. 1926)
- 1995 - Ivar Bjare, slittinista svedese (n. 1943)
- 1995 - John Craven, attore statunitense (n. 1916)
- 1995 - Dominic Ignatius Ekandem, cardinale e arcivescovo cattolico nigeriano (n. 1917)
- 1995 - Eraldo Fozzer, scultore italiano (n. 1908)
- 1995 - Jeffrey Lynn, attore statunitense (n. 1909)
- 1996 - Edison Denisov, compositore russo (n. 1929)
- 1996 - Duo Fasano, cantante italiana (n. 1924)
- 1996 - Sorley MacLean, poeta e scrittore scozzese (n. 1911)
- 1996 - Louis Frédéric, orientalista, storico dell'arte e scrittore francese (n. 1923)
- 1996 - Titus Ozon, allenatore di calcio e calciatore rumeno (n. 1927)
- 1996 - Pedro Prospitti, calciatore argentino (n. 1941)
- 1996 - Géza de Fràncovich, storico dell'arte italiano (n. 1902)
- 1997 - Barbara, cantautrice e attrice francese (n. 1930)
- 1997 - Ada Sereni, attivista italiana (n. 1905)
- 1997 - Filippo Suzzi, pilota motociclistico italiano (n. 1952)
- 1997 - Ira Wolfert, giornalista e scrittore statunitense (n. 1908)
- 1998 - John Chadwick, linguista e filologo classico britannico (n. 1920)
- 1998 - Pietro Colella, politico italiano (n. 1916)
- 1998 - Bert Cook, cestista statunitense (n. 1929)
- 1998 - Guido Figone, ginnasta italiano (n. 1927)
- 1998 - Giovanni Roletto, calciatore italiano (n. 1908)
- 1998 - George F. Sprague, genetista statunitense (n. 1902)
- 1998 - Nikola Tanhofer, regista, sceneggiatore e direttore della fotografia jugoslavo (n. 1926)
- 2000 - Carla Capponi, partigiana e politica italiana (n. 1918)
- 2000 - Stefano Cerri, bassista e chitarrista italiano (n. 1952)
- 2000 - Giorgio Costamagna, archivista e diplomatista italiano (n. 1916)
- 2000 - Armando Oréfiche, compositore e pianista cubano (n. 1911)

## XXI secolo(120)
- 2001 - Antonio Franceschi, politico italiano (n. 1928)
- 2001 - Donald McPherson, pattinatore artistico su ghiaccio canadese (n. 1945)
- 2001 - Melanie Thornton, cantante statunitense (n. 1967)
- 2002 - John Rawls, filosofo statunitense (n. 1921)
- 2003 - Gottfried Gruben, archeologo tedesco (n. 1929)
- 2003 - Hugh Kenner, critico letterario canadese (n. 1923)
- 2003 - Arthur H. Lefebvre, ingegnere britannico (n. 1923)
- 2003 - Michael Small, compositore statunitense (n. 1939)
- 2003 - Warren Spahn, giocatore di baseball statunitense (n. 1921)
- 2003 - Lu'ayy al-Atassi, generale e politico siriano (n. 1926)
- 2004 - Eva Colombo, partigiana italiana (n. 1916)
- 2004 - Arthur Hailey, scrittore britannico (n. 1920)
- 2004 - Joseph Hansen, scrittore statunitense (n. 1923)
- 2004 - Taiji Kase, karateka e maestro di karate giapponese (n. 1929)
- 2005 - Anna Lina Bagnoli Ravà, giurista italiana (n. 1925)
- 2005 - Giulio Giovannini, alpinista italiano (n. 1925)
- 2005 - Pat Morita, attore, comico e cabarettista statunitense (n. 1932)
- 2005 - Joseph Risso, generale e aviatore francese (n. 1920)
- 2005 - John Vlissides, informatico statunitense (n. 1961)
- 2006 - William Diehl, scrittore statunitense (n. 1924)
- 2006 - Fritz Schwab, marciatore svizzero (n. 1919)
- 2007 - Guglielmo Cudicini, calciatore italiano (n. 1903)
- 2007 - Alì Nannipieri, politico italiano (n. 1925)
- 2007 - Bruno Pini, matematico italiano (n. 1918)
- 2007 - Enrico Ranzanici, imprenditore e dirigente sportivo italiano (n. 1924)
- 2008 - Charlie Brown, militare e aviatore statunitense (n. 1922)
- 2008 - Alain Hus, archeologo e etruscologo francese (n. 1926)
- 2008 - Michael Lee, batterista britannico (n. 1969)
- 2008 - Lorenzo Lodi, militare e insegnante italiano (n. 1920)
- 2008 - Peter Thangaraj, militare e calciatore indiano (n. 1935)
- 2008 - Ilva Vaccari, archivista e scrittrice italiana (n. 1912)
- 2009 - Lea Garofalo, italiana (n. 1974)
- 2009 - Samak Sundaravej, politico thailandese (n. 1935)
- 2010 - Peter Christopherson, tastierista, regista e designer inglese (n. 1955)
- 2010 - Lino Colliard, storico italiano (n. 1934)
- 2010 - Valentin Ivakin, calciatore sovietico (n. 1940)
- 2010 - Lello Perugia, partigiano italiano (n. 1919)
- 2010 - Ted Wong, artista marziale statunitense (n. 1937)
- 2010 - Tony van Dorp, pallanuotista statunitense (n. 1936)
- 2011 - Epaminonda Ceccarelli, ingegnere e progettista italiano (n. 1925)
- 2011 - Ugo Fondelli, ciclista su strada italiano (n. 1920)
- 2011 - Ubaldo Gardini, musicista italiano (n. 1924)
- 2011 - Salvatore Montagna, mafioso canadese (n. 1971)
- 2011 - Rino Negri, giornalista italiano (n. 1924)
- 2011 - Jeno Paulucci, imprenditore statunitense (n. 1918)
- 2011 - Gunnar Stensland, allenatore di calcio e calciatore norvegese (n. 1922)
- 2011 - Tat'jana Ščelkanova, lunghista, velocista e multiplista sovietica (n. 1937)
- 2012 - Tita Carloni, architetto e politico svizzero (n. 1931)
- 2012 - Gian Battista Corso, calciatore italiano (n. 1918)
- 2012 - Antoine Kohn, allenatore di calcio e calciatore lussemburghese (n. 1933)
- 2012 - Tony Leblanc, attore e regista spagnolo (n. 1922)
- 2012 - Alfredo Tulli, cestista e allenatore di pallacanestro argentino (n. 1939)
- 2012 - Nicholas Turro, chimico statunitense (n. 1938)
- 2013 - Amedeo Amadei, calciatore e allenatore di calcio italiano (n. 1921)
- 2013 - Lorenzo Coleman, cestista statunitense (n. 1975)
- 2013 - Arnaud Coyot, ciclista su strada francese (n. 1980)
- 2013 - Cesare Pirisi, politico e giornalista italiano (n. 1926)
- 2013 - Vincenzo Zucchini, allenatore di calcio, dirigente sportivo e calciatore italiano (n. 1947)
- 2014 - Erzsébet Balázs, ginnasta ungherese (n. 1920)
- 2014 - Rudolf Hoppe, chimico tedesco (n. 1922)
- 2014 - Viktor Tichonov, hockeista su ghiaccio e allenatore di hockey su ghiaccio sovietico (n. 1930)
- 2015 - Tullia Romagnoli Carettoni, politica italiana (n. 1918)
- 2015 - Piero Carminati, militare italiano (n. 1921)
- 2015 - Oleg Peškov, aviatore e militare russo (n. 1970)
- 2015 - Varduhi Varderesyan, attrice armena (n. 1928)
- 2016 - Colonel Abrams, cantante statunitense (n. 1949)
- 2016 - Marcos Ana, poeta spagnolo (n. 1920)
- 2016 - Bruno Broccoli, autore televisivo italiano (n. 1922)
- 2016 - Piero Ferri, allenatore di calcio e calciatore italiano (n. 1935)
- 2016 - Shirley Bunnie Foy, cantante e percussionista statunitense (n. 1936)
- 2016 - Florence Henderson, attrice, personaggio televisivo e doppiatrice statunitense (n. 1934)
- 2016 - Michail Iosifovič Juzovskij, regista sovietico (n. 1940)
- 2016 - Luis Miquilena, politico venezuelano (n. 1919)
- 2016 - Antonio Pelliccia, generale, aviatore e storico italiano (n. 1921)
- 2016 - Norm Swanson, cestista statunitense (n. 1930)
- 2017 - Ángel Berni, calciatore paraguaiano (n. 1931)
- 2017 - Vieri Magli, calciatore italiano (n. 1938)
- 2017 - John Thierry, giocatore di football americano statunitense (n. 1971)
- 2018 - Massimo Facchin, scultore, pittore e inventore italiano (n. 1916)
- 2018 - Saida Gunba, giavellottista sovietica (n. 1959)
- 2018 - Rune Jansson, lottatore svedese (n. 1932)
- 2018 - Ricky Jay, illusionista, attore e scrittore statunitense (n. 1946)
- 2018 - Robert Charles Morlino, vescovo cattolico statunitense (n. 1946)
- 2018 - Ermenegildo Palmieri, politico e sindacalista italiano (n. 1931)
- 2018 - Věra Růžičková, ginnasta cecoslovacca (n. 1928)
- 2019 - Jean-Paul Benzécri, matematico, statistico e filosofo francese (n. 1932)
- 2019 - Maria Anna Calabretta Manzara, funzionaria e politica italiana (n. 1929)
- 2019 - Carlos García-Ordóñez, cestista cubano (n. 1927)
- 2019 - Goo Ha-ra, cantante e attrice sudcoreana (n. 1991)
- 2019 - Clive James, giornalista, scrittore e conduttore televisivo australiano (n. 1939)
- 2020 - Christophe Dominici, rugbista a 15 e allenatore di rugby a 15 francese (n. 1972)
- 2020 - Yaroslav Horak, fumettista australiano (n. 1927)
- 2020 - Damián Iguacén Borau, vescovo cattolico spagnolo (n. 1916)
- 2020 - Vasilij Jakuša, canottiere sovietico (n. 1958)
- 2020 - Kambuzia Partovi, regista e sceneggiatore iraniano (n. 1955)
- 2020 - Jacques Secrétin, tennistavolista francese (n. 1949)
- 2020 - Mamadou Tandja, politico nigerino (n. 1938)
- 2021 - Frank Burrows, calciatore e allenatore di calcio scozzese (n. 1944)
- 2021 - Ennio Doris, dirigente d'azienda, imprenditore e banchiere italiano (n. 1940)
- 2021 - Bernard Magnin, cestista francese (n. 1943)
- 2021 - Cliff Marshall, calciatore inglese (n. 1955)
- 2022 - Christian Bobin, scrittore e poeta francese (n. 1951)
- 2022 - Hans Magnus Enzensberger, scrittore, poeta e traduttore tedesco (n. 1929)
- 2022 - Issei Sagawa, criminale e scrittore giapponese (n. 1949)
- 2022 - Börje Salming, hockeista su ghiaccio svedese (n. 1951)
- 2022 - Ann-Marie Wikner, cestista svedese (n. 1954)
- 2023 - Bruno Fagnoul, politico e insegnante belga (n. 1936)
- 2023 - Herb Klein, politico statunitense (n. 1930)
- 2023 - Rajkumar Kohli, produttore cinematografico e regista indiano (n. 1930)
- 2023 - Luca Sabatelli, costumista e scenografo italiano (n. 1936)
- 2023 - Elliot Silverstein, regista e produttore cinematografico statunitense (n. 1927)
- 2023 - Heidelinde Weis, attrice austriaca (n. 1940)
- 2024 - Breyten Breytenbach, scrittore, pittore e attivista sudafricano (n. 1939)
- 2024 - Bob Bryar, batterista statunitense (n. 1979)
- 2024 - Helen Gallagher, attrice, cantante e ballerina statunitense (n. 1926)
- 2024 - Yōji Kuri, regista e animatore giapponese (n. 1928)
- 2024 - Piergiovanni Malvestio, politico italiano (n. 1946)
- 2024 - Filippo Panseca, artista, designer e scenografo italiano (n. 1940)
- 2024 - Colin Renfrew, archeologo britannico (n. 1937)
- 2024 - Barbara Taylor Bradford, scrittrice e giornalista britannica (n. 1933)

## Senza anno specificato(1)
- Colomano di Cloyne, vescovo, poeta e santo irlandese (n. 522)